# Mesopsychopsis liasina
Mesopsychopsis liasina là một loài côn trùng trong họ Brongniartiellidae thuộc bộ Neuroptera. Loài này được Bode miêu tả năm 1953.